# Венера Леспюгская
Венера из Леспюга — доисторическая 15-сантиметровая женская фигурка из слоновой кости, которая принадлежит к группе т. н. «палеолитических венер» и датируется граветтским периодом (26-24 тысяч лет до нашей эры).
Статуэтка была обнаружена в 1922 году в пещере Ридо близ деревни Леспюг (Lespugue) на склонах Пиренеев (французский департамент Гаронна Верхняя). При извлечении из земли получила повреждения. Экспонируется в парижском музее Человека.
«Венера из Леспюга» уникальна по нескольким причинам. Среди всех «палеолитических венер» (трактуемых традиционно как амулеты культа плодородия) здесь наиболее выражены вторичные половые признаки женщины, и в первую очередь гипертрофированные груди.
Есть также предположение, что резчик попытался схематично наметить подобие юбки из скрученных нитей. В таком случае это древнейшее из известных науке изображений нити из волокон.